# Manduca dalica
Manduca dalica, là một loài bướm đêm thuộc họ Sphingidae. Loài chính, M. dalica dalica, bay ở Peru, Bolivia, Venezuela, và Costa Rica, còn M. dalica anthina (Jordan, 1911) bay ở Brasil.

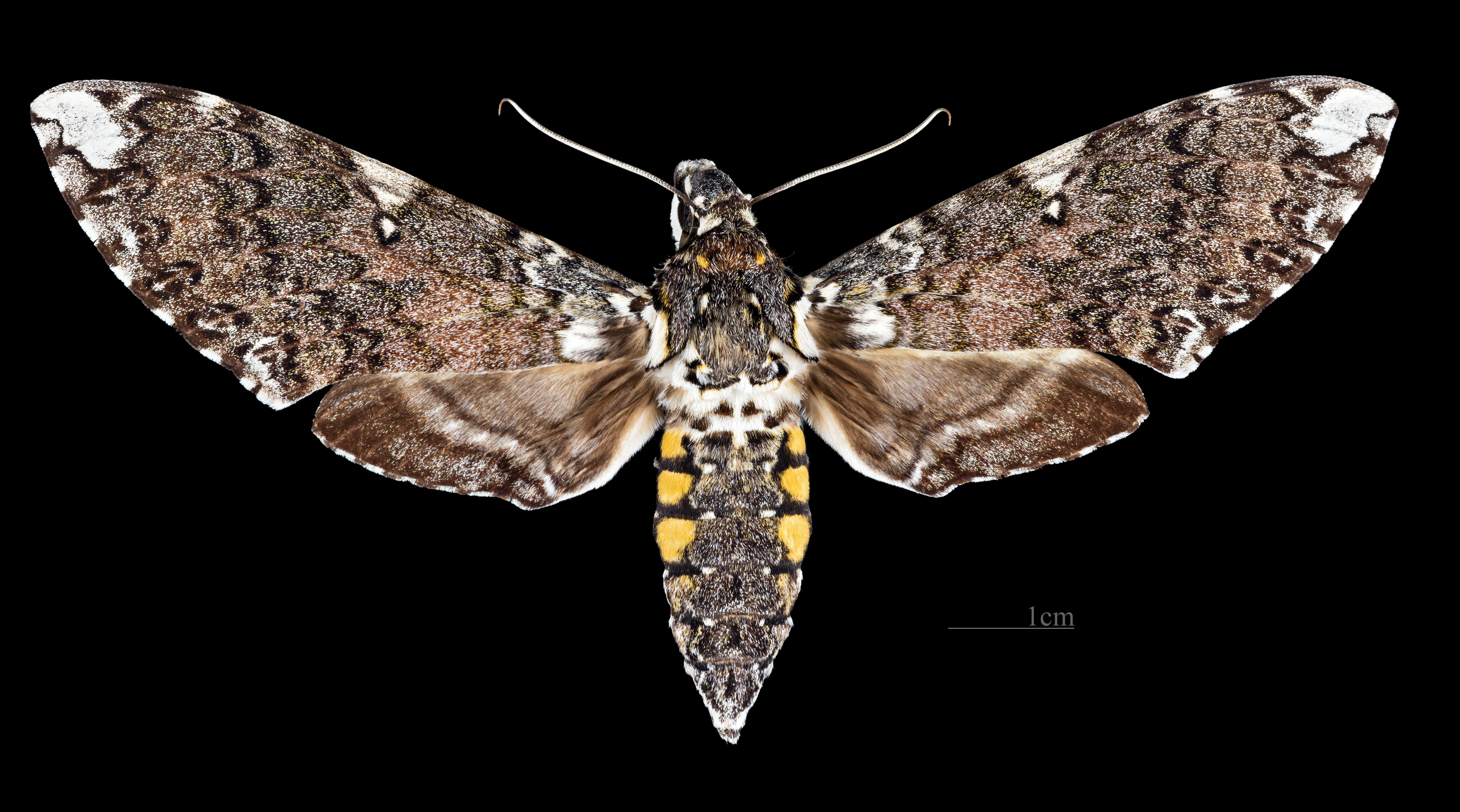
Manduca dalica dalica   ♀
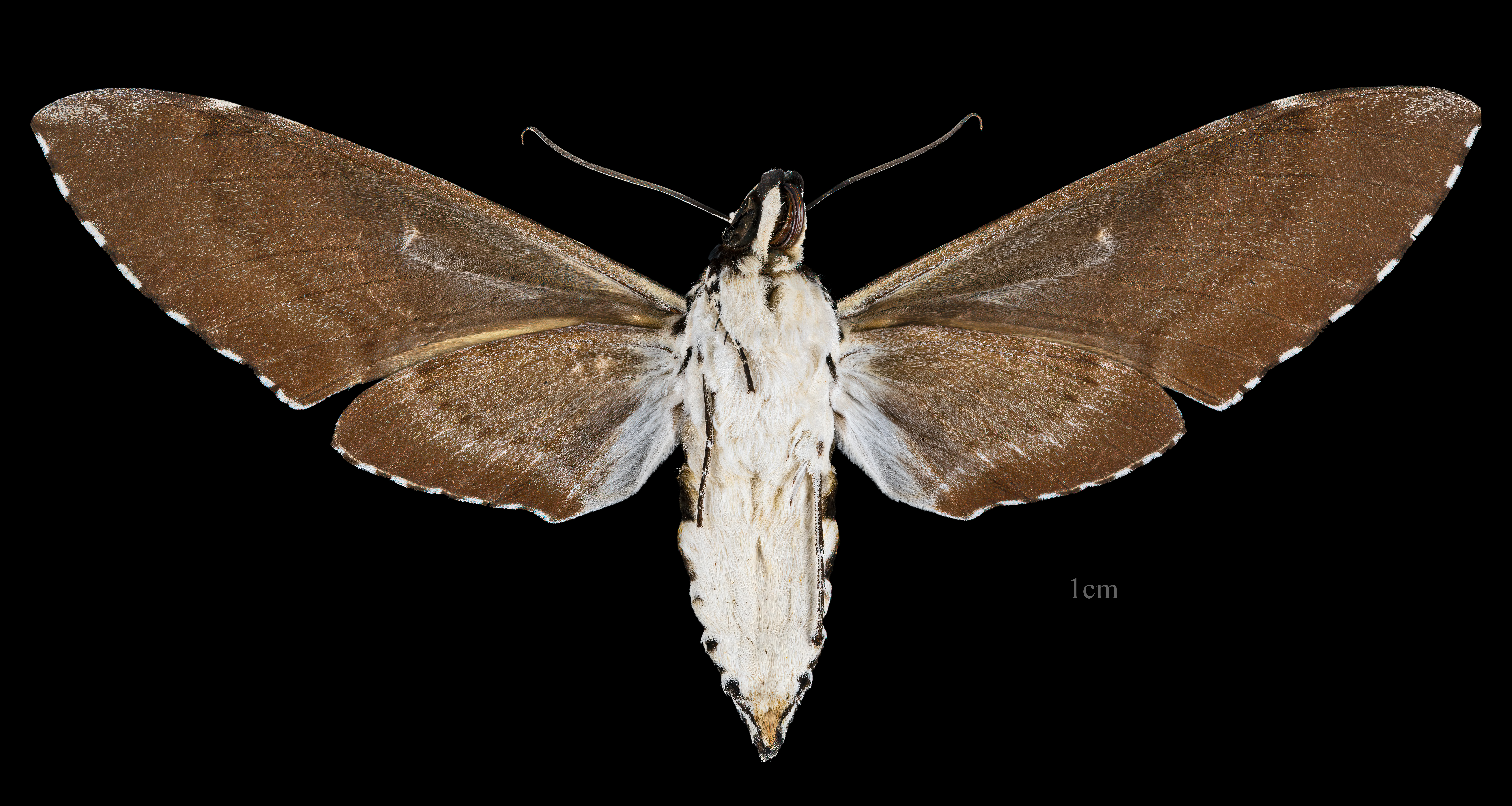
Manduca dalica dalica  ♀ △

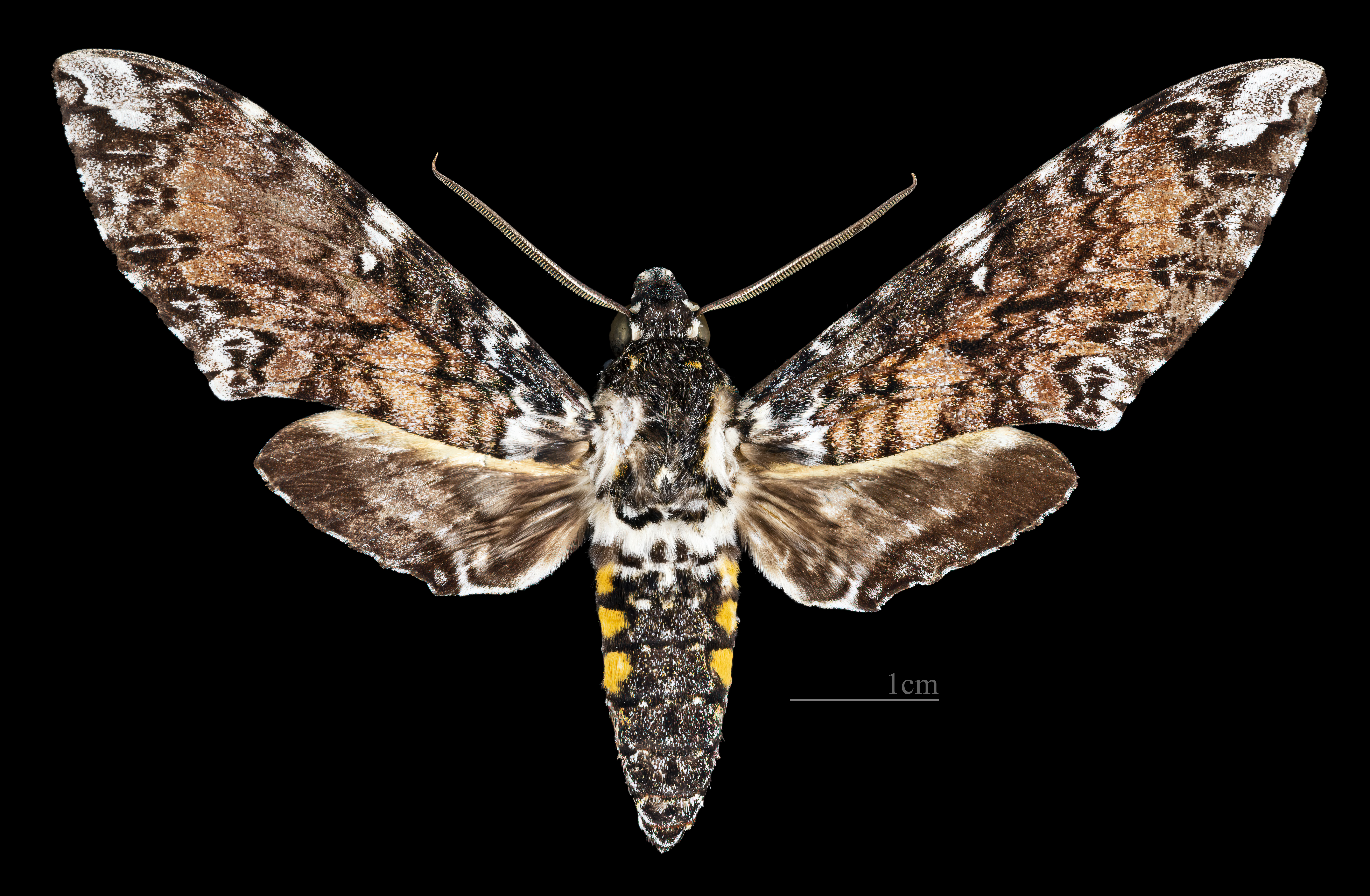
Manduca dalica anthina ♂
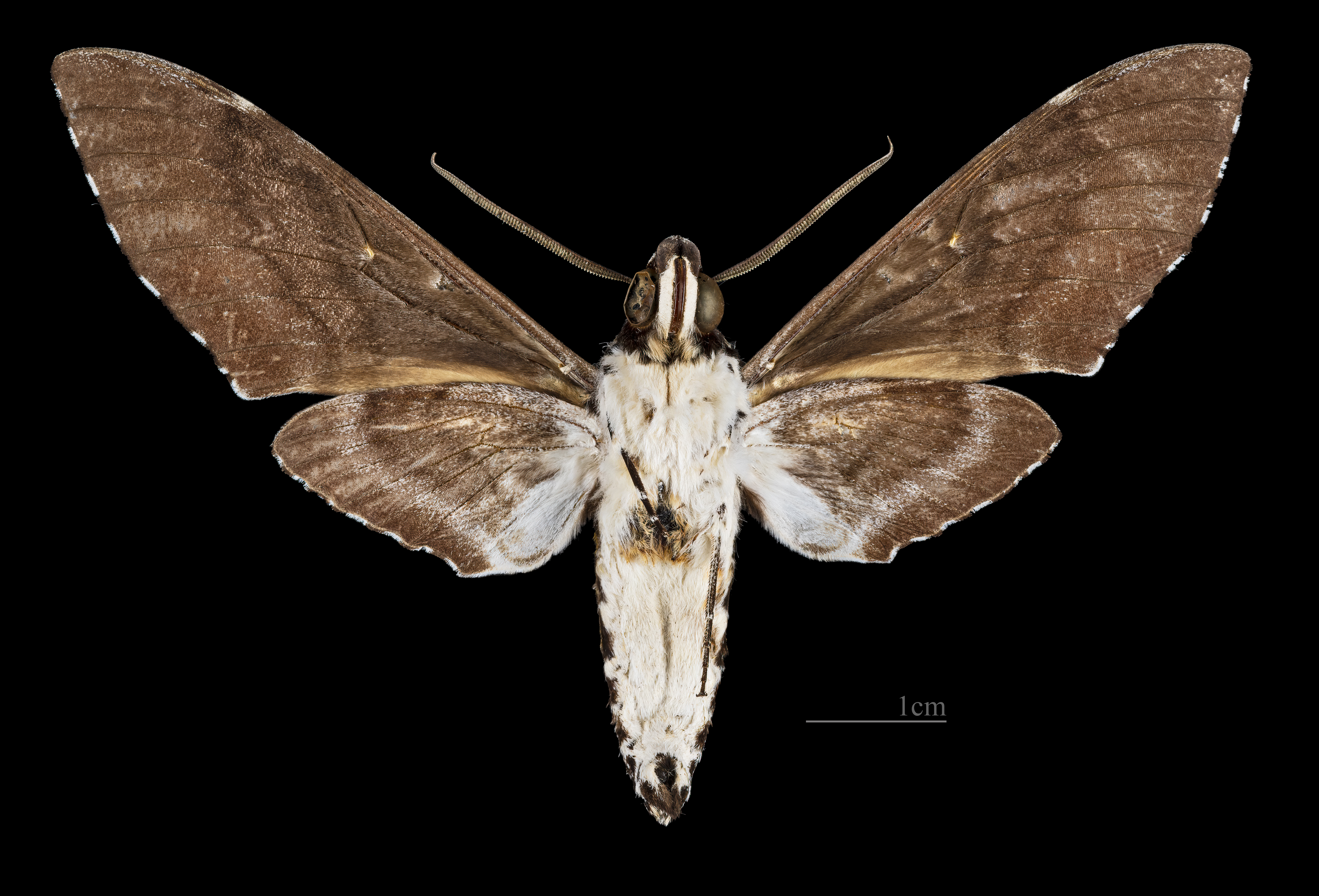
Manduca dalica anthina ♂  △
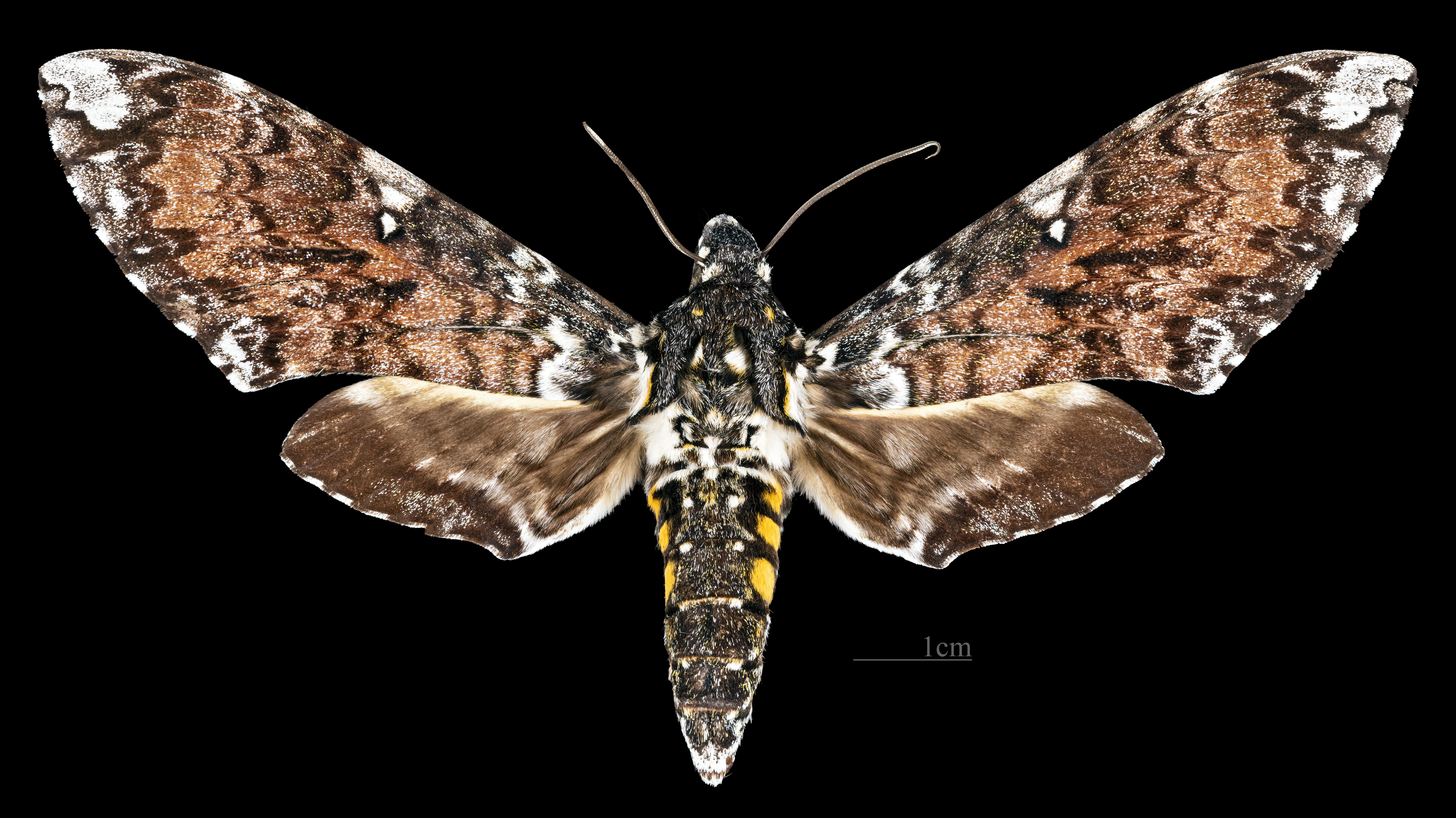
Manduca dalica anthina ♀
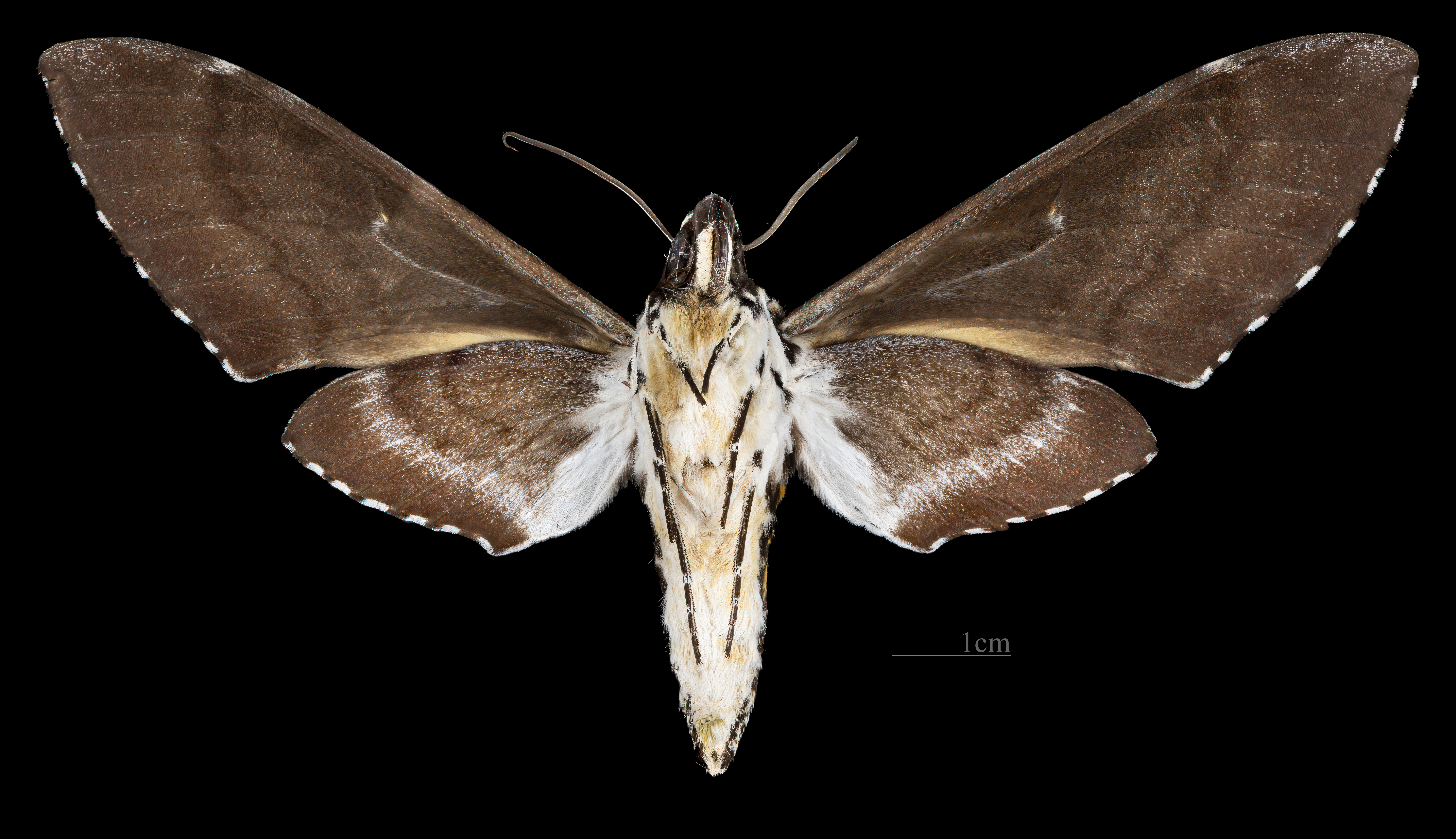
Manduca dalica anthina ♀ △